# Anemia schaeferi
Anemia schaeferi är en ormbunkeart som beskrevs av Sehnem. Anemia schaeferi ingår i släktet Anemia och familjen Anemiaceae. Inga underarter finns listade.